# Dirección de Hidrometeorología
Die Dirección de Hidrometeorología de ETESA ist der nationale Hydrometeorologische Dienst von Panama. Er ist eine Abteilung des Energieunternehmens Empresa de Transmisión Eléctrica S. A (ETESA), dessen Anteile vollständig in Staatsbesitz sind. Der Sitz ist in Panama-Stadt.

## Geschichte
Die meteorologischen Aktivitäten in Panama begannen mit dem Bau der heutigen Panama Canal Railway. 1861 wurde auf der Insel Taboga der erste Regenmesser installiert, der bis 1967 in Betrieb war.
Die weiteren Aktivitäten beschränkten sich zunächst auf die Entwicklung der meteorologischen Dienste, die von der Regierung der Vereinigten Staaten und von Unternehmen, die sich dem Anbau von Bananen und der Herstellung von Zucker widmeten, betrieben wurden.
Die ersten für ein nationales Netzwerk typischen Wetterstationen wurden 1955  installiert.
Von 1967 bis 1972 konzentrierten sich die Anstrengungen auf die Installation von Netzwerken meteorologischer und hydrologischer Stationen sowie auf die Ausbildung von Personal auf universitärer und technischer Ebene durch spezielle Stipendien in Hydrologie und Meteorologie.
1972 wurde ein Projekt mit dem Ziel genehmigt, unter der Verantwortung eines Experten der Weltorganisation für Meteorologie (WMO) den Grundstein für die Schaffung eines nationalen Wetterdienstes zu legen. Das Projekt war auf die Schaffung des Dienstes im Ministerium für Landwirtschaft und Viehzucht ausgerichtet. Aufgrund fehlender finanzieller Mittel entschied die Regierung jedoch, dass ein Privatunternehmen die Funktionen des Nationalen Hydrometeorologischen Dienstes übernehmen solle.
Die ETESA wurde 1997 im Zuge der Privatisierung des Elektrizitätssektors gegründet. Ein Gesetz übertrug die hydrometeorologischen Aufgaben an ETESA. Diese übernahm ein hydrometeorologische Netzwerk mit 165 meteorologischen und 72 hydrometrischen Stationen.